# Ski alpin
 (février 2022).
Si vous disposez d'ouvrages ou d'articles de référence ou si vous connaissez des sites web de qualité traitant du thème abordé ici, merci de compléter l'article en donnant les références utiles à sa vérifiabilité et en les liant à la section « Notes et références ».
Ne doit pas être confondu avec Ski nordique ou Ski de randonnée.
Pour le matériel, voir ski (matériel).
Le ski alpin est un ensemble de disciplines du ski qui se pratiquent dans un contexte de loisirs (ski de piste ou hors-piste) ou de compétition (slalom, slalom géant, super géant, descente et duel). C'est un sport olympique depuis 1936, les premiers championnats du monde remontent à 1931 et la Coupe du monde est née en 1967. Toutes ces compétitions se déroulent sous l'égide de la Fédération internationale de ski.
La dénomination « alpin » permet de faire la distinction entre les principales familles de pratique du ski : le ski alpin, le ski de randonnée et le ski nordique. Elle est par ailleurs souvent utilisée pour désigner le ski de piste qui n'en est qu'une composante.

## Histoire

### Origine
Le principe de gravir un sommet pour le descendre à ski le plus rapidement possible a été imaginé à maintes reprises au fil des années :
- une grande descente est organisée en Californie, en mars 1854 selon le Nevada Journal. Il est également question d'une course de descente à La Porte mise sur pied en 1866 par des chercheurs d'or émigrés, pour la plupart de Norvège ;
- en 1905, les Autrichiens organisent une descente dans le cadre des Championnats du Tyrol à Kitzbühel puis la descente du Horn en 1906 ;
- en 1911, les Anglais partent en ligne du sommet du Wildstrubel ("Plaine Morte") à Montana en Suisse dans une compétition proposée par Arnold Lunn. Le vainqueur de cette première épreuve dotée par le Trophée Earl Robert of Kandahar fut Cecil Hopkinson, qui mit plus d'une heure pour joindre l'arrivée.

Le ski alpin est ensuite organisé comme un véritable sport par un anglais, Arnold Lunn, qui fait des premiers essais en 1897 à Chamonix alors qu'il n'a que dix ans. E.C. Richardson, « le père du ski britannique », fonde en 1903 le Ski Club of Great Britain (en) qui initie les élèves des public schools britanniques aux sports d'hiver dans les Alpes. Le ski alpin est déjà au programme. La Roberts of Kandahar Challenge Cup est une compétition de ski alpin mise en place en 1903. Dans la grande tradition britannique, ces épreuves sont réservées aux seuls Britannique. Ainsi, dès l'après Grande Guerre, Lunn met en place dans les Alpes les premiers championnats britanniques de ski alpin, « sous le regard incrédule des autochtones ».
Il faudra attendre 1929 pour assister aux premiers championnats d'Autriche ; 1930 en Suisse et 1931 en France. Toutes ces dates concernent jusque-là exclusivement la descente. Le premier slalom est disputé le 21 janvier 1922 à Mürren. C'est alors plus une épreuve de style que de vitesse.
Parmi les autres initiateurs du ski alpin, citons l'Autrichien Mathias Zdarsky qui publia en novembre 1896 un ouvrage de techniques de ski dans lequel il reprend essentiellement les anciennes techniques norvégiennes (ski de fond et Télémark principalement) sur le modèle de l'ouvrage À ski à travers le Groenland du Norvégien Fridtjof Nansen, publié en 1888. Zdarsky prône notamment l'utilisation d'un seul grand bâton, comme le faisaient jadis les Norvégiens, alors que l'usage des deux bâtons se généralise en ski de fond dès la fin des années 1880.

### Difficile reconnaissance
En 1924 sont créées la Fédération internationale de ski (FIS) et la Fédération française de ski (FFS), année où sont organisés les premiers Jeux olympiques d'hiver à Chamonix. Toutefois, ces organismes ne reconnaissent pas le ski alpin et le terme « ski » est réservé exclusivement pour désigner le ski nordique. Seul le ski nordique est d'ailleurs présent au programme de ces premiers rendez-vous internationaux qui furent reconnus plus tard comme les premiers Jeux olympiques d'hiver. De même, le fameux « Premier concours international de sports d'hiver » organisé à Montgenèvre du 10 au 12 février 1907 par l'Union des sociétés françaises de sports athlétiques (USFSA) ne concernait que le ski nordique. En 1928, la première « Classique » du ski alpin, l'Arlberg-Kandahar eut lieu à Sankt Anton am Arlberg, sous l'autorité d'Arnold Lunn et de son ami Hannes Schneider.
Arnold Lunn présente au congrès de la FIS à Saint-Moritz en 1928 un projet d'intégration du ski alpin, encore très largement inconnu même dans les milieux sportifs. Cette motion est repoussée en raison d'une opposition catégorique des pays nordiques. Lunn ne se décourage pas, et présente une nouvelle demande en 1930 à Oslo. Les pays nordiques se montrent moins catégoriques et autorisent la création de compétitions tests, mais sont toujours hostiles à l'admission du ski alpin au programme olympique. Lunn peut ainsi organiser la première édition des championnats du monde à Mürren en 1931 sous l'accord de la FIS. Le Comité international olympique (CIO) suit et intègre finalement le ski alpin aux Jeux olympiques d'hiver de 1936 à Garmisch-Partenkirchen. Seules les épreuves du combiné alpin (descente/slalom) donnent cependant droit à des médailles olympiques. Les titres et les médailles d'or reviennent à Franz Pfnür et Christl Cranz (Allemagne). Le Norvégien Birger Ruud, un sauteur, établissait le meilleur temps dans la manche de descente devant Pfnür qui dominait le parcours de slalom. Le Mégevan Emile Allais terminait 3e du combiné ce qui lui rapportait la médaille de bronze.
Chez les femmes, une autre Norvégienne, Laila Schou Nilsen, était la plus rapide en descente mais Cranz se révélait hors d'atteinte en slalom.

### Domination germanique
Les premières écoles de ski alpin sont mises en place en Suisse et en Autriche au début des années 1930 et le monde germanique - Allemagne, Suisse et surtout l'Autriche, avec sa Mecque de l'Arlberg - domine sans rival le ski alpin jusqu'au milieu des années 1930. La méthode de ski de l'Arlberg, codifiée par Hannes Schneider est la référence. Elle est basée sur le virage  chasse-neige et le stembogen. Ces virages étaient faciles à réaliser mais cassaient la vitesse.
Les grandes vedettes du ski de l'époque sont les Autrichiens et les Suisses Otto Furrer, David Zogg, les frères Ruud, Toni Seelos, Rudolf Rominger, Christl Cranz, Heinrich Harrer etc.
Parmi les innovations techniques importantes :
- les premières fixations modernes datent des années 1933-1934. Elles sont essentiellement mises au point en Autriche et en Norvège[8] ;
- le premier téléski à enrouleurs est mis en service en Suisse à Davos, le 24 décembre 1934 par l'ingénieur Ernst Gustav Constam. Parmi les pionniers français on peut citer le téléski de Charles Rossat au col de Porte en février 1936[9] au lieu-dit « La Prairie » Le premier téléski à perches du Français Jean Pomagalski est, quant à lui, mis en service cette même année à l'Alpe d'Huez[10],[11],[12].

### Émergence de l'école française de ski (1937-1950)
Bien que le ski soit arrivé très tôt dans les Alpes françaises, l'émergence du ski alpin comme une discipline sportive à part entière et autonome sera lente en France alors qu'elle était déjà très populaire dans les Vosges alsaciennes qui faisaient alors partie de l'Empire Germanique après la guerre de 1870.
En 1933, un premier centre de formation des moniteurs se crée au Mont Revard (Savoie), animée par Roger Frison-Roche sous la haute compétence du Dr Hallberg. On y enseigne au départ la méthode de l'Arlberg.
La Fédération française de ski prépare depuis quelques années sa revanche, avec une stratégie concertée de popularisation du ski français. L'offensive repose sur une technique française de ski révolutionnaire et concurrente de la méthode autrichienne. Elle est mise au point par Émile Allais, Paul Gignoux et, paradoxalement, l’Autrichien Toni Seelos, entraîneur de l'équipe de France (signe de la tutelle germanique, jusqu'à cette époque, sur ce sport). Cette technique, très innovante, jugée « plus souple, plus élégante et plus efficace », est basée sur le parallélisme des skis, la plongée en avant, l'étude systématique des dérapages (biais, latéral), indispensables aux virages rapides, voire la célèbre « ruade » du christiania pur.
La technique française est popularisée par :
- l'École française de ski (ESF) créée en 1937 par Émile Allais, Paul Gignoux, Charles Diebold, avec le soutien de Léo Lagrange ;
- les victoires françaises aux Championnats du monde de ski alpin de 1937 (Émile Allais), et 1938 (James Couttet) ;
- les films de Marcel Ichac (films pédagogiques, films de compétition, films de propagande touristique, tentative de briser également la domination germanique dans le cinéma de montagne).

La France innove également en matière de matériel : Abel Rossignol invente le ski contrecollé (1936) et le ski lamellé contrecollé (association de lames de bois par collage de bois dur, léger et souple: frêne-sapin ou frêne-bouleau ou frêne-hickory) (1945).
L'essor du ski est rapide en France à la fin des années 1930 :
- la Fédération française de ski passe de 7 000 adhérents en 1930 à près de 50 000 en 1939[13] ;
- en 1938, l'Hexagone compte 6 téléskis et 11 téléphériques.

Cet essor est interrompu par la Seconde Guerre mondiale. Dans les compétitions internationales, la technique française de ski domine cependant jusqu'au début des années 1950, avec également Henri Oreiller, Georgette Thiollière.

### Domination française sur le ski alpin (années 1960)

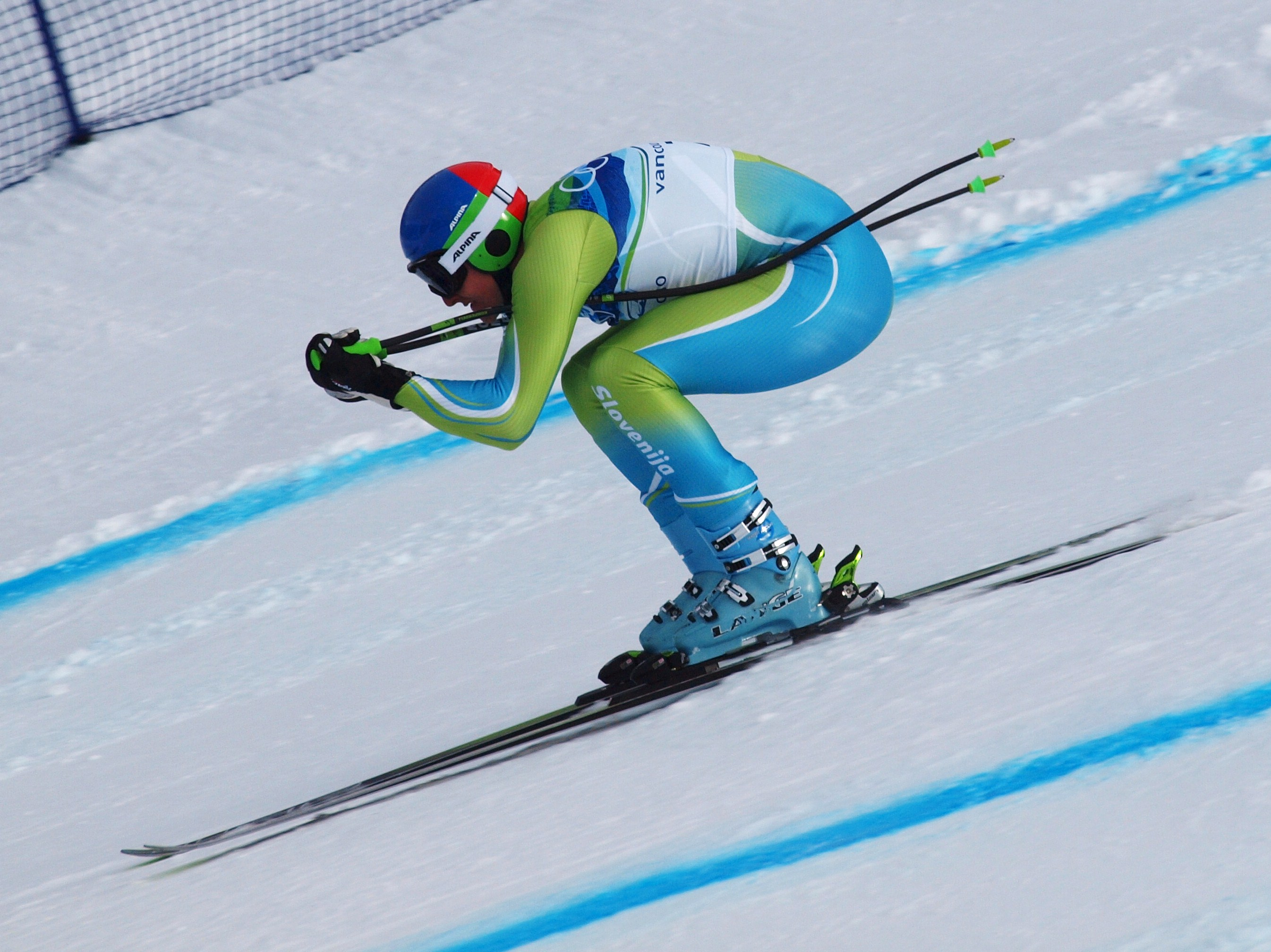
« Position de l'œuf » inventée par le skieur Jean Vuarnet et son entraîneur Georges Joubert à la fin des années 1960.

#### Domination sportive
Après un passage à vide au milieu des années 1950, le ski français va connaître un deuxième âge d'or sous la tutelle de l'entraîneur Honoré Bonnet, avec des champions tels que Jean Vuarnet, Jean-Claude Killy, Guy Périllat, Marielle Goitschel. La France domine la discipline tout au long des années 1960. Aux championnats du monde de ski alpin de Portillo (Chili) en 1966, l'Équipe de France de ski alpin remporte 16 médailles sur 24. Un apogée consacré par les Jeux olympiques d'hiver de 1968 à Grenoble, marqués par les victoires de Jean-Claude Killy en descente, slalom et géant et de Marielle Goitschel en slalom, la skieuse de Val d'Isère ayant auparavant déjà enlevé plusieurs titres mondiaux et olympiques en 1962, 1964 et 1966.

#### Innovations techniques
La France conserve alors une avance technique dans le domaine du ski alpin. En 1955, Georges Salomon, qui fabrique des carres vissées, invente la fixation de sécurité pour Émile Allais : « la Skad ». Jean Vuarnet remporte la médaille d'or de descente des Jeux olympiques d'hiver de 1960 à Squaw Valley grâce, notamment, à deux innovations majeures :
- le ski métallique « Rossignol Allais 60 » (conçu par la société Rossignol avec Émile Allais). Ce ski préfigure le ski moderne avec des carres cachées et une semelle polyéthylène. C'est le premier ski de type « sandwich » avec un noyau en bois et deux lames de Zicral autour ;
- l'invention de la « position de l'œuf » qui, le skieur étant replié sur lui-même, améliore l'aérodynamisme. Une position par la suite unanimement adoptée.
- le ski moderne a vu le jour dans les années 1970 avec le développement du contact ski-neige et la technique de l'avalement, que l'on doit à Patrick Russel vice-champion du monde en 1972 à Val Gardena et vainqueur de la coupe du monde de slalom et de géant.

#### Développement de l'économie du ski
Le succès du ski français en compétition, le développement des loisirs et les préoccupations d'aménagement du territoire vont amener au développement du ski populaire. L'État français met en œuvre le « Plan neige » (1961 à 1971) pour développer le tourisme de montagne.
Grâce à ses succès sportifs, la France est un modèle pour le monde entier : « Son retentissement est tel que l'Amérique du Nord (et aussi celle du Sud) ont principalement recours aux français pour créer et équiper leurs stations ainsi que pour mettre au point leurs écoles de ski. ».

### Mondialisation du ski (depuis les années 1970)
Comme son nom l'indique, le ski alpin est très populaire dans les pays alpins mais également en Scandinavie. Depuis plusieurs décennies, le nombre d'adeptes est en augmentation au Japon et en Amérique du Nord.

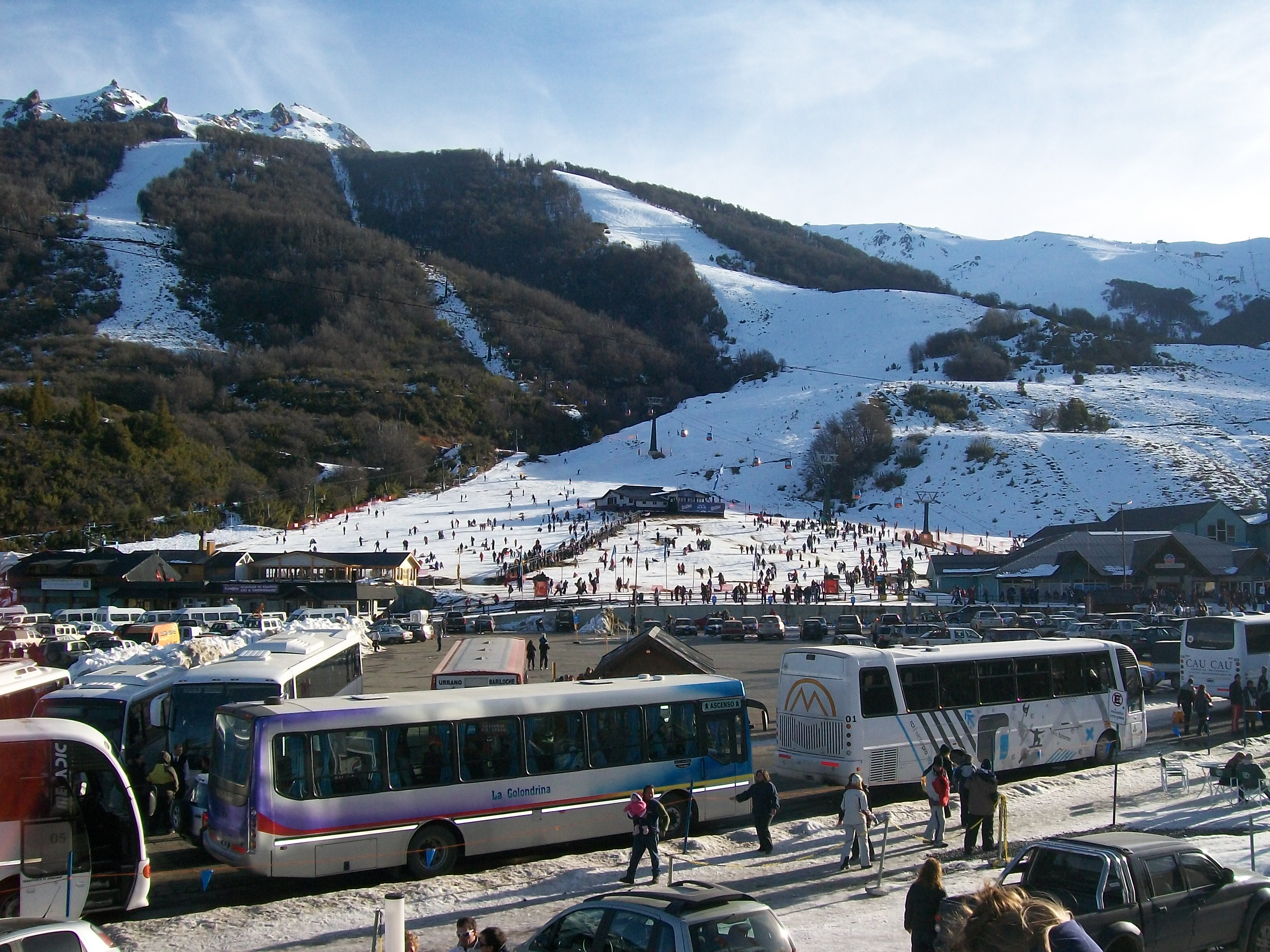
Ski alpin San Carlos de Bariloche (Argentine)

Dans les années 1960-1970, les États-Unis vont prendre le relais de la France en termes d'innovation :
- les premiers skis en fibre de verre dès 1960 ;
- Bob Lange invente la coque en plastique pour les chaussures de ski en résine Epoxy (1964) ;
- Shervin Popper (Californie) invente le snowboard.

### Domination suisse du ski alpin des années 1980
Dans les années 1980, les skieurs et skieuses suisses ont remporté de nombreuses courses. Les doublés à l'arrivée n'étaient pas rares. En 1985, 1986, 1987 et 1989, les trois premières places du classement général de la Coupe du monde, lancée en 1966 par le journaliste français Serge Lang avec l'appui des grands coureurs de l'époque et des entraineurs Honoré Bonnet (FRA) et Bob Beattie (USA), étaient occupées par des Suissesses. En 1984, 1987, 1988 et 1990, Pirmin Zurbriggen gagnait le classement général de la Coupe du monde masculine. Durant la saison 1988-1989, Vreni Schneider gagnait quatorze courses, un record battu 30 ans plus tard par l'américaine Mikaela Shiffrin qui remporta dix-sept victoires durant la saison 2018-2019. De 1981 à 1995, le classement général de slalom fut remporté douze fois sur quinze par une Suissesse, dont cinq fois par Erika Hess et six fois par Vreni Schneider. Le point culminant de cette domination furent les Championnats du monde de ski alpin 1987 à Crans-Montana, où les Suisses remportèrent huit courses sur dix, quatorze médailles sur trente, et les quatre premières places de la descente masculine avec Peter Müller, Pirmin Zurbriggen, Karl Alpiger et Franz Heinzer.

### Impact du changement climatique au XXIe siècle
Au XXIe siècle, la durée de la saison hivernale et de la saison de ski a commencé à diminuer dans les stations de sport d'hiver d'Europe et d'Amérique du Nord en raison des effets du réchauffement climatique, et les stations de ski ont donc de plus en plus recours à l'enneigement artificiel, car le changement climatique réduit la durée des chutes de neige naturelle.
En Europe, la moitié de la masse glaciaire des Alpes a fondu et l'Union européenne des géosciences a évalué en 2017 que le manteau neigeux des montagnes pourrait y diminuer de 70 % d'ici 2100 (toutefois, si l'homme parvient à maintenir le réchauffement climatique en dessous de +2°C, la réduction du manteau neigeux serait limitée à 30% à la fin du siècle).
Aux États-Unis, par rapport à 2017, la durée des saisons de ski devrait diminuer de plus de 50 % d'ici à 2050 et de 80 % d'ici à 2090 si les émissions de gaz à effet de serre se poursuivent au rythme actuel. Environ la moitié des 103 stations de ski du nord-est des États-Unis exploitées en 2012 pourraient ne pas être en mesure de maintenir une saison de ski économiquement viable d'ici 2050.

## Premières compétitions

### Histoire
Provenant des pays scandinaves (la Norvège en grande partie), le ski alpin est un dérivé du ski nordique. Il faut remonter jusqu'en 1880 pour voir apparaître les premiers skis conçus pour la descente, et, inventés par les Norvégiens, aussi inventeurs du Télémark. Les premières règles codifiées du ski alpin sont établies en Autriche par Mathias Zdarsky et Hannes Schneider, en 1896.
En France, le ski alpin arrive en 1897 sur le Mont Guillaume dans les Hautes-Alpes, sous l'impulsion du 28e bataillon des chasseurs alpins. Le ski est d'ailleurs introduit dans l'armée au tout début du XXe siècle. C'est en Suisse, à Davos que sont organisés les premiers concours internationaux de ski. Ces derniers qui ont lieu en 1902 et 1907, sont alors réservés uniquement aux militaires.
En 1911, Arnold Lunn organise la première compétition à Crans Montana en Suisse. Ce n'est que dix années plus tard qu'apparaît la première véritable école de ski à Sankt-Anton en Autriche, ce qui entraîne en même temps, la naissance du slalom. Deux ans plus passent et les fédérations se créent. La Fédération internationale de ski (FIS) et la Fédération française de ski (FFS) sont inaugurées à l'occasion des premiers Jeux Olympiques d'hiver à Chamonix qui ont lieu en 1924. Cependant, seul le ski nordique y est présent.
Il faut patienter jusqu'en 1931 et les premiers championnats du monde de ski Alpin (organisées en Suisse par Arnold Lunn) pour faire adopter les épreuves alpines à la Fédération internationale. Le ski alpin est alors intégré aux Jeux Olympiques de 1936 à Garmisch-Partenkirchen.

### Catégories
En compétition, les skieurs s'élancent un par un pour un contre la montre dans différentes disciplines. Les compétitions sont organisées par la Fédération internationale de ski (FIS, fondée en 1924) et le ski alpin a fait ses débuts olympiques lors des Jeux olympiques d'hiver de 1936.
Outre l'incontournable rendez-vous olympique, il existe deux grandes catégories de compétitions :

#### Championnats du monde
Disputés depuis 1931 les championnats du monde se proposent de couronner ses vainqueurs sur une seule course, à la manière des Jeux olympiques. Ces épreuves se déroulent désormais sur une dizaine de jours, tous les deux ans (années impaires).

#### Coupe du monde
Les courses d'un jour comme celles proposées aux Jeux olympiques ou aux Championnats du monde sont parfois injustes. Afin de pallier cette carence, la FIS a soutenu lors de son Congrès de Beyrouth le projet de la Coupe du monde lancé en août 1966 par Serge Lang et ses amis, dont l'ancien Président Marc Hodler, lors des Championnats du monde de Portillo. Des points étaient attribués aux premiers des courses retenues dans le calendrier international et un classement général récompensait ensuite le coureur le plus complet de l'hiver en fin de saison. Elle intégra au cours de son histoire l'Arlberg-Kandahar et les autres « Classiques » comme le Lauberhorn de Wengen, dans l'Oberland bernois suisse ou le Hahnenkamm de Kitzbühel, dans le Tyrol autrichien. Les étapes françaises les plus connues sont celles de Val d'Isère (Critérium de la 1re Neige), de Chamonix (Kandahar) ou de Megève (Grand Prix Émile Allais).

## Matériel de ski alpin
Le ski alpin se pratique normalement avec deux bâtons (un pour chaque main) et deux skis (un pour chaque pied). Le contrôle des skis est assuré par les chaussures de ski maintenues aux skis par des fixations. Un casque est parfois porté pour protéger la tête des impacts entraînés par une collision avec la neige, d'autres skieurs ou des obstacles ou encore pour améliorer l'aérodynamisme.
Lors des compétitions, le port de ce casque est obligatoire et les skieurs participant à des épreuves de haut niveau peuvent être équipés de combinaisons collantes à la peau. Elles améliorent la pénétration dans l'air et leur élasticité facilite les mouvements.

### Bâton

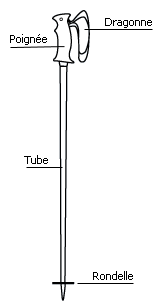
Bâton de ski alpin.

Le bâton est un élément déterminant dans la pratique du ski, même si, pour le débutant il s'avère parfois gênant et inutile. En effet, celui-ci contribue à l'équilibre du skieur et permet le déclenchement du virage en servant d'axe de rotation. Pendant le schuss, le bâton est également utilisé pour parfaire la position de l'œuf (recherche de vitesse).
Le planté de bâton est une phase essentielle dans le processus de déclenchement du virage et ce quel que soit le type de neige, damée ou poudreuse. Dans le ski de pente raide, le skieur peut être amené à prendre appui sur ses deux bâtons (virage sauté).
Le bâton ne doit pas être trop court ni trop long. Lorsqu'il est planté dans la neige, le skieur qui le tient doit avoir l'avant bras qui forme un angle droit avec le bras. Trop court, le bâton ne permet pas de toucher la neige et devient alors inutile. Trop long, il devient gênant.
À environ 5 cm de la pointe du bâton se trouve une rondelle. Cette rondelle permet au skieur de pouvoir planter le bâton dans la neige sans que celui-ci ne s'enfonce exagérément, ce qui est particulièrement utile dans la neige poudreuse ou molle.
En compétition et plus particulièrement pendant les épreuves de vitesse, des bâtons profilés sont utilisés pour épouser la forme du corps du skieur lorsque ce dernier adopte la position de recherche de vitesse (schuss). La rondelle est également aérodynamique, en forme de cône, pour améliorer sa pénétration dans l'air.

### Chaussure de ski
Les chaussures de ski permettent au skieur de contrôler ses skis. Elles doivent épouser et serrer les pieds sans les comprimer et, ainsi, doivent pouvoir transmettre les mouvements des jambes et des pieds avec précision.

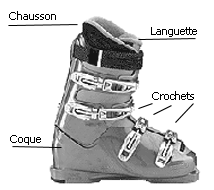
Chaussure de ski alpin

Pour cela, la chaussure de ski est composée de :
- une coque : extrêmement rigide, elle est faite de matière plastique, enveloppe le pied et monte jusqu'à mi-mollet, bien que plusieurs itérations précédentes de la chaussure de ski aient eu des designs très différents (arrêt à la cheville ou au genou). La coque assure le maintien du pied et la transmission du mouvement. Elle doit néanmoins permettre la flexion. Les chaussures de ski peuvent être munies de coques plus ou moins rigides que le skieur choisit selon son style de ski ainsi que son niveau. Le paramètre qui permet de distinguer la flexibilité des coques s'appelle souvent le Flexindex (flex en abrégé) et il s'étend d'environ 20 ou 30 à 130 et 150 (skieurs de course) ;
- un chausson : inséré dans la coque, il assure le confort du skieur. De nos jours, le chausson peut être moulé à la forme du pied par des techniques de thermoformage et peut être chauffé en cas de grand froid ;
- une semelle : toutes les chaussures de ski alpin ont une semelle d'origine. Cependant, certains skieurs opteront pour la remplacer par une orthèse, notamment s'ils ont des problèmes de posture ou de flexibilité majeurs, afin d'utiliser la chaussure au maximum de son potentiel ;
- des crochets : fixés à la coque, généralement au nombre de quatre, ils permettent de serrer la chaussure de ski. Normalement, plus le nombre de crochets est élevé, plus la chaussure est solidaire du pied et donc plus le contrôle du ski est fin.

Pour que la chaussure soit maintenue dans la fixation, une protubérance de plastique est moulée dans la coque à l'avant et au talon de la chaussure. Ce système est utilisé par tous les manufacturiers depuis le milieu des années soixante-dix, lorsque les concepteurs ont adopté une interface chaussure-fixation (le DIN) qui serait sécuritaire et facile à ajuster par les techniciens du ski.
Depuis quelques années, un très grand nombre de skieurs font appel aux services de bootfitters : spécialistes de l'anatomie du pied et des techniques permettant un ajustement bio-moteur affiné de la coque, du chausson et de la semelle ; ceux-ci sont parfois le seul recours pour un amateur dont le pied présenterait des anomalies anatomiques. Auparavant réservé aux coureurs ou aux professionnels du ski (moniteurs, guides) et devant l'engouement pour la pratique de haut niveau du ski (découlant, entre autres, des avancées technologiques dans d'autres domaines du sport), le bootfitting représente désormais une part importante de l'investissement dans une paire de chaussures de ski pour bon nombre de skieurs.

### Fixations
La fixation permet de relier la chaussure du skieur au ski et de garantir sa sécurité en cas de chute. La fixation est aujourd'hui un composant capable de supporter les contraintes subies par le ski tout en étant en mesure de déchausser en cas de chute.

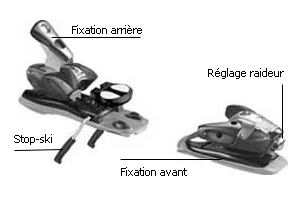
Fixation de ski alpin (talonnière à gauche, butée à droite)

Pour cela, des ressorts sont montés dans la fixation. Il est indispensable de faire régler sa fixation selon les normes en vigueur. La norme internationale est l'ISO 11088. La France a pris une initiative intéressante en introduisant une distinction homme/femme dans les préconisations de réglage. Les normes permettent un réglage personnalisé en tenant compte :
- du poids du skieur ;
- de la taille du skieur ;
- de la longueur de la semelle de la chaussure.

Ces trois éléments permettent d'obtenir selon le sexe un indice de réglage qui doit être modifié pour tenir compte :
- de l'âge du skieur ;
- du niveau du skieur ;
- de sa condition physique ;
- de son style de ski.

Le réglage d'une fixation est donc un compromis subtil de 8 paramètres pour que la chaussure tienne au ski sans que cela devienne dangereux en cas de chute. Il est indispensable que le réglage soit fait en tenant compte des normes selon les critères ci-dessus.
Un réglage trop serré est dangereux puisqu'en l'absence de déclenchement, le skieur pourra se blesser au niveau du membre inférieur. Cependant, les skieurs professionnels soumettent fréquemment leurs skis à de fortes pressions latérales, ce qui les oblige à serrer davantage leurs fixations. Pour un skieur de 75 kg, un serrage de compétition avoisine rapidement les repères 11, 12 voire plus suivant les fabricants.
Un réglage trop souple peut aussi être dangereux puisque la fixation va s'ouvrir de manière intempestive et peut provoquer la chute du skieur avec un risque de blessure.
Le réglage en longueur de la fixation est l'élément principal de la sécurité. Sans un réglage en longueur adéquat, la fixation même réglée dans la norme ne pourra fonctionner.
La fixation est composée de deux parties :
- la fixation avant (butée). L'avant de la chaussure vient s'y enclencher. Elle possède un système de ressorts permettant au skieur de déchausser (la chaussure n'est plus liée à la fixation) en cas d'effort arrière ou avant latéral. Cela permet de se prémunir contre de nombreux problèmes de ligaments au niveau du genou ;
- la fixation arrière (talonnière). L'arrière de la chaussure vient s'y appuyer puis par une pression verticale vient enclencher la fixation qui maintient alors la chaussure. Elle possède également un système de ressort permettant de s'ouvrir en cas d'effort avant (talon qui se décolle).

Des aides électroniques au réglage existent (ex. ISOSKI).

### Ski
Le ski est l'élément essentiel puisqu'il est l'intermédiaire entre le skieur et la neige et par conséquent permet au skieur de glisser. Le ski s'est extraordinairement complexifié au fil des années pour aboutir aujourd'hui à une forme et à une structure de haute technologie.
Le ski se compose de trois parties : l'avant du ski ou spatule, l'arrière du ski ou talon, le milieu du ski (sous les chaussures) ou patin.

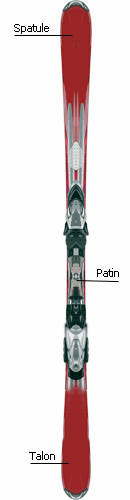
Ski alpin vu de dessus

#### Forme
Vu de dessus, le ski alpin moderne possède ce qu'on appelle dans le jargon une "taille de guêpe" : la spatule et le talon sont plus larges que le patin. Cela se traduit par la définition d'une ligne de cotes, c’est-à-dire par la définition de la largeur du ski en ces trois points.
Quand un ski possède une taille de guêpe, on dit qu'il est profilé. Le ski parabolique est un modèle de ski profilé lancé par Elan et qui connut un vif succès, dont le nom fait référence à la forme des bords du ski. Cette forme de parabole permet au ski, si le skieur exerce une pression suffisante, de fléchir pour épouser la forme d'un virage en taillant la neige. Le skieur gagne donc en vitesse, puisque le ski ne dérape plus pendant le virage.
Le ski profilé est maintenant l'outil de choix pour une vaste gamme de terrains et d'adeptes : le débutant aimera la facilité avec lequel celui-ci se manœuvre dès les premières descentes, alors que l'expert appréciera sa polyvalence et sa rapidité de mouvement, même à grande vitesse. Cependant, depuis quelques années, plusieurs skis ayant un profil beaucoup moins prononcé ont fait leur apparition sur les pentes et gagné la faveur des pratiquants, notamment pour des usages particuliers, comme le ski hors piste ou les acrobaties. Certains skis ont même une spatule et un talon de dimensions inférieures au patin. Cette construction répartit le poids du skieur sur une plus large surface de contact et, en retour, permet une plus grande portance dans la poudreuse.
En compétition, les dimensions et la construction du ski relèvent de normes très précises tant en matière de longueur que de rayon. Ainsi, les skis de slalom, selon les normes FIS, doivent mesurer 165 centimètres pour les hommes et 155 centimètres pour les femmes au minimum. Le radius (rayon de courbe) est également réglementé.

#### Structure
La structure d'un ski varie beaucoup d'un constructeur à l'autre, il est donc difficile d'en faire une description précise tant les constructeurs rivalisent d'imagination et de recherche pour améliorer son poids, sa rigidité, son rayon etc.
Pour simplifier, sa structure peut se résumer à :
- la semelle. Elle est au contact de la neige et permet donc au ski de glisser. Généralement en polyéthylène, elle est rainurée dans le sens de la longueur pour permettre à la neige fondue de s'évacuer plus rapidement et ainsi d'accroître la vitesse du skieur (skis d'ancienne génération, skis droits). En effet, le ski ne glisse pas directement sur de la neige, mais sur l'eau qui résulte de la fonte de la neige au contact du ski. Elle nécessite un entretien régulier pour améliorer la glisse (entretien de la semelle et fartage). Par ailleurs, le fartage utilisé dépend de la consistance de la neige ;
- les carres. Situées de chaque côté du ski, elles permettent de le contrôler sur la neige. En acier très résistant à l’abrasion et très aiguisées, elles permettent la conduite des virages et l’accroche sur neige dure. De la même façon que la semelle, elles nécessitent un entretien régulier pour garantir un bon contrôle du ski (affûtage) ;
- le noyau. Comme son nom l'indique, il se situe au cœur du ski et joue un rôle majeur sur sa rigidité. C'est sur ce point que les constructeurs diffèrent le plus. Constitué d'alliages (tel que le titanal), de bois ou de métaux, il donne au ski sa solidité et sa rigidité. Ce cœur est souvent très sensible à l'eau et doit donc être protégé par des couches sandwiches ;
- le dessus du ski. Souvent fabriqué à partir de composite époxy renforcé de fibres de verre, il permet de protéger le cœur du ski et joue un rôle décoratif (sérigraphie). La dernière couche est une feuille polymérique transparente (topsheet) décorée sur le dessous et parfois sensible aux chocs et aux coups de carres.

### Casque
Bien qu'il ne fasse pas partie du matériel indispensable à la pratique du ski alpin, le casque est devenu un élément d'équipement largement adopté par les pratiquants de tous âges et de tous niveaux.
À la suite d'études, plusieurs écoles de ski exigent maintenant le port du casque pour les enfants ou les débutants, alors que la branche compétitive du sport s'est faite à la nécessité de son utilisation. Les très grandes vitesses atteintes par les coureurs (et par les skieurs amateurs) rendent dangereuses les chutes et collisions : le port du casque atténue les risques de traumatisme et de lésions qui peuvent s'avérer fatales.
Enfin, avec l'apparition de nouveaux plastiques et de matériaux légers, attrayants et permettant une plus grande ventilation, le casque est devenu une option à la fois confortable, esthétique et abordable.

### Accessoires
Bien qu'ils ne fassent pas partie intégrante eux non plus du matériel nécessaire à la pratique du ski alpin, les accessoires ont connu récemment un essor important. Leur succès vient du fait qu'ils apportent énormément en confort pour la pratique du ski, que ce soit par exemple les gants chauffants, les masques, les porte-skis, etc.

## Ski alpin de compétition
Il existe six disciplines en ski alpin qui sont courues chaque année de novembre à mars en Coupe du monde de ski alpin et sont toutes présentes aux Jeux olympiques d'hiver et aux championnats du monde de ski alpin. Ce sont des courses contre la montre, le skieur déclenche lui-même le chronomètre par l'ouverture d'un portillon et l'arrête au franchissement d'une cellule photo-électrique. Le coureur descend un parcours dessiné par des portes délimitées par deux piquets selon des distances établies par les règles de la fédération internationale de ski, il doit franchir toutes les portes.

### Descente

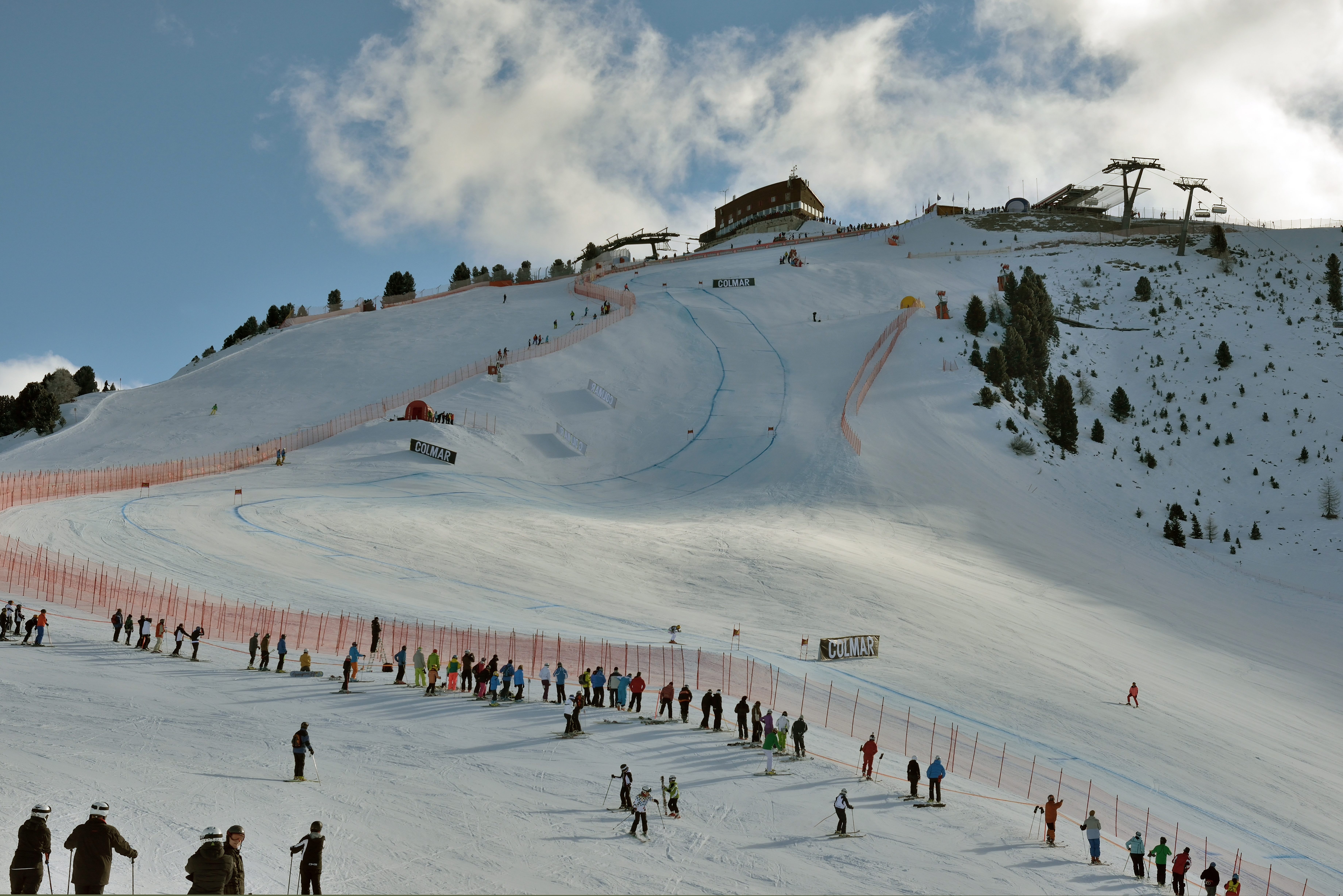
Épreuve de descente.

Cette discipline fut déjà pratiquée en compétition amicale à la fin du XIXe siècle comme le démontrent des articles de journaux[Lesquels ?] parus en Australie ou au Nevada où des épreuves de « descente libre » servant aussi de support pour des paris ont eu lieu entre des mineurs norvégiens travaillant à Virginia City. En 1905 une course de descente est aussi organisée à Kitzbühel dans le cadre des Championnats du Tyrol. Plus tard Arnold Lunn met en jeu le Earl Robert of Kandahar Trophy en 1911 à Montana en Suisse à l'occasion d'une spectaculaire et sympathique course en ligne partant de la Plaine Morte. La descente est donc la plus vieille discipline sportive du ski alpin et est surnommée aujourd'hui la « discipline reine ». Ses parcours sont les plus longs des épreuves de ski alpin.
La descente combine la vitesse à l'état pur, une maîtrise technique et un courage à toute épreuve. Aujourd'hui, les descendeurs atteignent dans leur course des vitesses de pointe de plus de 140 km/h. Le dénivelé est de l'ordre de 800 à 1 100 m pour les hommes et de 500 à 800 m pour les femmes, des portes sont très larges, matérialisées par deux banderoles soutenues par des piquets. Des virages larges, des sauts, des compressions et de grandes lignes droites dessinent le parcours en fonction du modelé du terrain. De par le danger d'une telle course, les skieurs doivent s'entraîner plusieurs fois sur le parcours avant la course (cela n'est vrai qu'en descente). Le vainqueur est celui qui réalise le temps le plus rapide. La largeur minimale d'une piste doit être de 30 mètres.
La moindre petite erreur à ces vitesses et sur de tels parcours peut engendrer des sorties du tracé, une porte manquée étant éliminatoire, voire des chutes spectaculaires, des blessures et exceptionnellement des décès. La piste la plus célèbre est assurément la Streif à Kitzbühel, en Autriche. La Streif est une piste extrêmement exigeante techniquement et physiquement, sur laquelle seule une descente hommes est organisée. Les coureurs atteignent généralement les vitesses les plus rapides du circuit (entre 140 et 150 km/h) sur la piste de Wengen, en Suisse. Les mesures de sécurité ne cessent de s'accroitre depuis la fin des années 1950. Les arbres sont protégés par de grandes bâches, on utilise aussi des filets qui sont placés tout le long de la piste. La neige est préparée de nombreux jours avant, afin qu'elle soit suffisamment lisse et glacée.

### Slalom

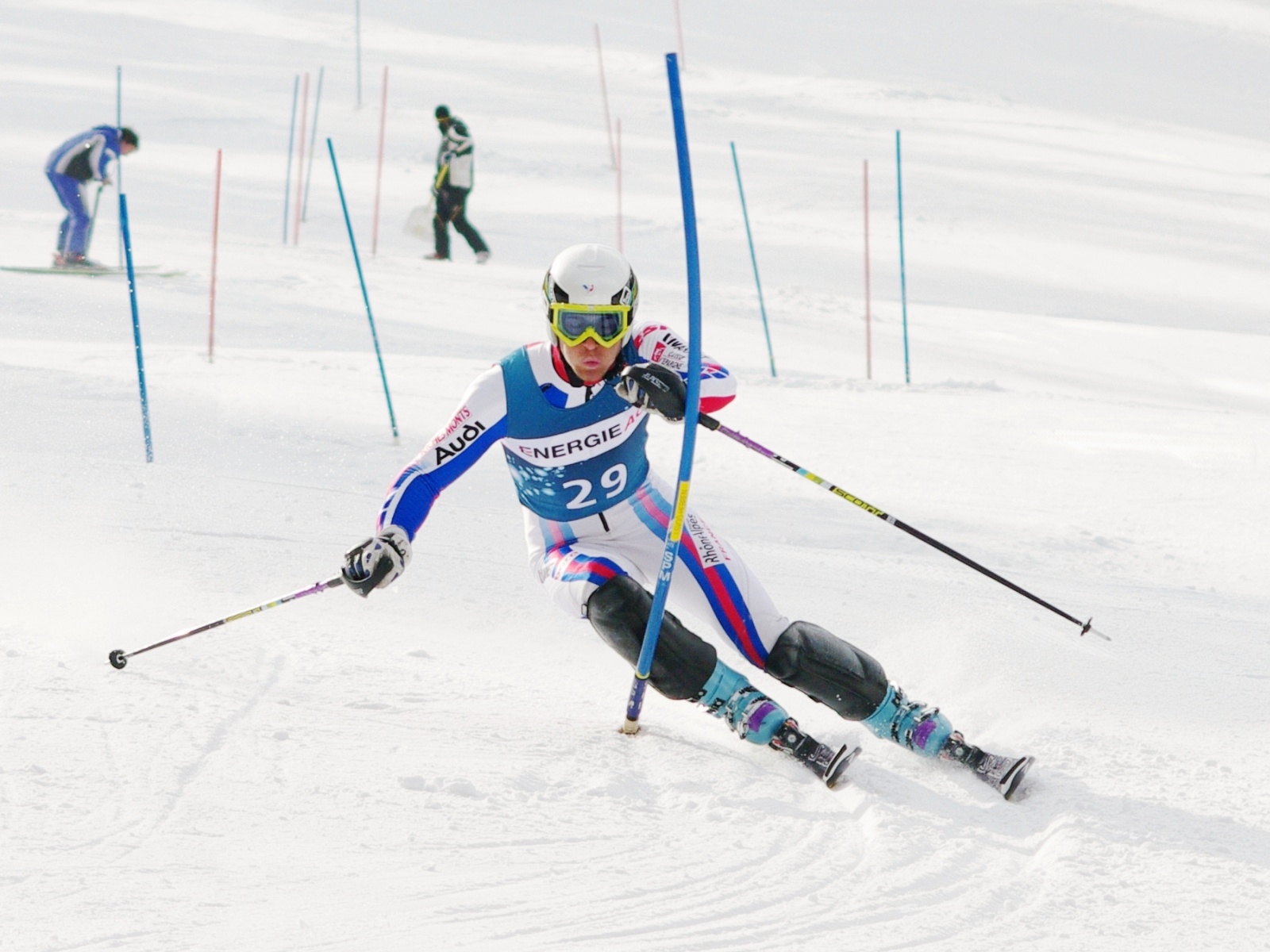
Épreuve de slalom.

Emprunté à slalåm, un mot issu du dialecte parlé dans le comté de Telemark en Norvège, le slalom désigne littéralement « la piste le long d’une pente ».
Le premier slalom (ou slalom spécial) apparut en janvier 1922 à Mürren, en Suisse Il s'agit de l'épreuve la plus technique. Les slalomeurs ont besoin d'être agressifs, rapides et agiles. Les parcours de slalom sont les plus courts, mais ils comportent le plus grand nombre de portes et les portes les plus étroites. Elles sont espacées de 4 à 15 mètres et on en compte entre 40 et 75. Les portes sont matérialisées par deux piquets simples, mais les piquets, montés sur rotule, peuvent être basculés par le skieur. Le dénivelé pour les épreuves masculines varie entre 180 et 220 m, tandis qu'il est de 140 à 200 m pour les dames.
L'épreuve comporte deux manches disputées sur des parcours différents. Le skieur qui obtient le meilleur temps additionné des deux manches remporte l'épreuve.
L'avènement des skis paraboliques ces dernières années a rendu le slalom beaucoup plus technique. En effet, les nouvelles formes des skis permettant de réduire le rayon des virages, les portes de slalom ont tendance à être rapprochées tout en conservant l'écartement transversal. Il en résulte des virages plus courts que seuls les skis paraboliques permettent de suivre tout en conservant une vitesse et une relance en sortie de virage importante.

### Slalom géant

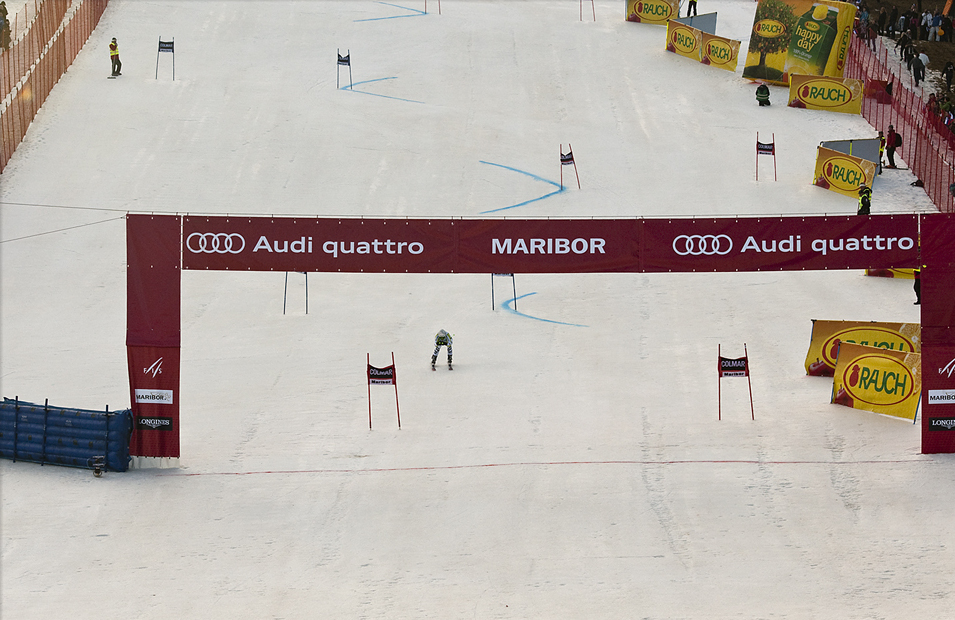
Épreuve de slalom géant.

Le slalom géant, qui apparaît en 1950 aux championnats du monde de ski alpin à Aspen, au Colorado, est une discipline technique comme le slalom mais qui est plus rapide. Les portes sont composées de deux piquets reliés par une banderole de couleur bleue ou rouge.
Quoique d'apparence moins technique que le slalom, le slalom géant requiert une grande précision, un bon sens du rythme et une bonne puissance pour aborder au mieux chaque virage. Comme son nom l'indique, le parcours d'un slalom géant est plus long que celui d'un slalom. Les portes sont également plus espacées, ce qui donne des virages plus larges. Le dénivelé peut atteindre 450 m pour les hommes et 400 m pour les femmes. Les skieurs doivent franchir un minimum de 30 portes distantes les unes des autres d'au moins dix mètres.
L'épreuve officielle comporte maintenant deux manches, disputées sur deux parcours différents. Le skieur qui obtient le meilleur temps additionné des deux manches l'emporte. Le slalom géant se disputait sur une seule manche jusqu'à la fin des années 1960.

### Super-G
Le super-G ou supergéant, créé en 1982 par un groupe d'experts — dont Toni Sailer, le triple champion olympique autrichien de 1956, Serge Lang et Peter Baumgartner — est, avec la descente, une des deux disciplines de vitesse. Les portes sont quasiment les mêmes que celles du slalom géant et de la descente. C'est un compromis entre la descente et le slalom géant, ce qui le rend plus technique que la descente mais plus rapide que le slalom géant. Les participants doivent donc être très précis à haute vitesse pour enchaîner de grandes courbes. La dénivellation en super G est légèrement moindre qu'en descente, mais le parcours est préparé sensiblement de la même façon. Contrairement à la descente, les compétiteurs ne peuvent pas s'entraîner à pleine vitesse sur le parcours avant la course officielle, qui se dispute sur une manche unique. Comme ils disposent d'un temps de reconnaissance restreint, ils doivent savoir mémoriser rapidement tous les paramètres techniques de la course.
Le premier super G, gagné par le Suisse Pirmin Zurbriggen, fut testé sur les pentes de l'Alta Badia, dans les Dolomites italiennes, en décembre 1981, avant d'être introduit en décembre 1982 par le comité Coupe du monde de la FIS à l'occasion du Critérium de la première neige de Val d'Isère. Le tout premier vainqueur en Coupe du monde était le Suisse Peter « Pitsch » Müller, champion du monde de descente ensuite en 1987 à Crans-Montana. Le premier champion olympique de la discipline fut le Français Franck Piccard, en 1988 à Calgary, au Canada.

### Combiné
Cette épreuve a été créée pour la première fois aux championnats du monde de ski alpin de 1932. Autrefois, seul le combiné descente-slalom comptait. Puis, les disciplines ont été séparées, avec des titres décernés pour la descente, le slalom, et le combiné de ces deux disciplines. Désormais le combiné — renommé Super-combiné — est une discipline à part entière puisque les participants doivent réaliser une manche de descente ou Super-G (épreuve de vitesse) puis une manche de slalom (épreuve technique) dans la même journée. Le total cumulatif des chronos des deux manches détermine le classement final. Cette épreuve permet de mettre en valeur les skieurs polyvalents qui savent jouer de leur vitesse dans la descente et rivaliser d'adresse et de technique dans le slalom.
Absent du programme des Jeux olympiques d'hiver de 1952 à 1984 inclus, le combiné alpin est réintroduit aux Jeux à Calgary en 1988. Il y a très peu de combinés lors d'une saison, car il est rare que les épreuves techniques et de vitesse aient lieu le même week-end. Le combiné redevient une épreuve indépendante lors des Mondiaux de Schladming, en Autriche, en 1982. Le Français Michel Vion et la Suissesse Erika Hess s'y imposent. Le calendrier de la Coupe du monde comprend dorénavant plusieurs Super-combinés, et un globe de cristal vient aussi récompenser les athlètes les plus brillants dans cette discipline sur l'ensemble de la saison.
Cette discipline est en sursis car elle connaît une désaffection de la part des athlètes. Cette situation pourrait remettre en cause son existence parmi les épreuves de ski alpin. L'épreuve de combiné ne figure d'ailleurs plus au programme de la coupe du monde depuis la saison 2020-2021. L'une des raisons serait la tendance à l'hyperspécialisation des skieurs (descendeurs ou slalomeurs) alors que le combiné alpin exige d'être un skieur complet, d'où leur désintérêt pour cette épreuve. La discipline de combiné est néanmoins maintenue lors des Jeux olympiques d'hiver de 2022 à Pékin; où ce sont Johannes Strolz et Michelle Gisin qui décrochent la médaille d'or. Toutefois, lors des Championnats du monde de 2023 à Courchevel et Méribel, la discipline y est également organisée mais sans doute pour la dernière fois sous son format actuel. Ce sont Alexis Pinturault et Federica Brignone qui y remportent le titre dans leur catégorie respective,).

### Compétitions de ski parallèle
Certaines disciplines donnent lieu à des compétitions sous forme de duels : slalom parallèle, géant. 

## Ski alpin de loisirs

### Ski de piste
Ski de loisir par excellence, le ski de piste est une pratique de la famille du ski alpin. Les deux appellations (piste ou alpin) sont employées indifféremment pour désigner le même sport qui consiste à descendre des pistes damées ou des pentes en hors-piste dans les zones vierges du domaine skiable d'une station. Ce sport n'est réalisable qu'en présence de remontées mécaniques et de pistes entretenues, identifiées sur le terrain selon leur difficulté et supervisées par les pisteurs-secouristes.
Pour bénéficier des installations du domaine skiable, les amateurs de ski de piste doivent s'acquitter d'un droit d'accès contre remise d'un forfait (plusieurs formules selon les stations : journée, séjour, ski nocturne, etc). Les skieurs réguliers possèdent généralement leur propre matériel alors que les skieurs occasionnels peuvent le louer dans des magasins de matériel de montagne. Ils peuvent faire appel à des écoles de ski (École du ski français, École de ski internationale) pour apprendre les rudiments du ski (ski évolutif) ou pour se perfectionner (carving, etc) dans le cadre de cours collectifs ou particuliers sous la direction de monitrices et moniteurs diplômés.
La pratique du ski de piste est fondamentale pour acquérir les bases qui permettront, ultérieurement, de découvrir d'autres disciplines comme le ski hors-piste, la randonnée à ski, les disciplines acrobatiques ou le ski de compétition.

### Ski hors-piste
Le ski hors-piste se pratique dans la neige non travaillée sur un domaine skiable ou à proximité. Dans sa forme extrême qui se caractérise notamment par davantage d'engagement et d'isolement, il est désigné sous le nom de ski freeride.

### Ski augmenté
Le ski augmenté est un sport récent qui remonte aux années 2000. Il se caractérise par un équipement constitué de bras articulés qui renforcent les membres inférieurs du skieur, semblable à une armature qui porte le nom d'exosquelette d'assistance à l'effort. Cet équipement supporte 70 % du poids du corps afin de soulager les douleurs articulaires et réduit la fatigue. Les deuxièmes championnats du monde de ski augmenté se sont tenus à l'Alpe d'Huez du 29 au 30 janvier 2022 avec une épreuve de slalom géant en individuel et un ski trail par équipes. Ce matériel est interdit dans les compétitions traditionnelles de ski alpin.

## Autres disciplines dérivées du ski alpin

### Freestyle et Freeride
Le ski freestyle est un ensemble de disciplines du ski alpin, acrobatiques. Il est considéré comme étant un sport extrême. Dans les années 1980, le ski freestyle portait le nom de ski acrobatique.
Le skieur qui pratique le ski freestyle est appelé « freestyleur », ou plus généralement 
« rider ».
Le ski freeride est la forme contemporaine du ski hors-piste. Ayant évolué avec son temps, il est considéré aujourd'hui comme étant un sport extrême.
Le skieur qui pratique le freeride est appelé « freerider ».

### Freeski
Un concept associe le ski freeride au ski freestyle : le freeski. Des stages de freeski sont organisés par certaines écoles de ski, notamment à l'attention des plus jeunes. De grandes marques du ski commercialisent du matériel dédié à cette discipline.

## Grands noms du ski alpin
| Hommes |  | |  | |  | |  | |
| - Avant 1967 - Toni Sailer - Anton Seelos - Karl Molitor - Rudolf Rominger - Émile Allais - James Couttet - Charles Bozon - Guy Périllat |  | - Années 1967 / 1980 - Karl Schranz - Franz Klammer - Jean-Claude Killy - Gustav Thöni - Bernhard Russi - Roland Collombin - Heini Hemmi - Ingemar Stenmark |  | - Années 1980 / 1995 - Marc Girardelli - Pirmin Zurbriggen - Alberto Tomba - Andreas Wenzel - Phil Mahre - Peter Müller - Franz Heinzer - Markus Wasmeier - Franck Piccard |  | - Années 1995 / 2010 - Kjetil André Aamodt - Lasse Kjus - Aksel Lund Svindal - Hermann Maier - Stephan Eberharter - Benjamin Raich - Michael von Grünigen - Didier Cuche - Didier Défago - Bode Miller |  | - Années 2010 / à présent - Marcel Hirscher - Carlo Janka - Ivica Kostelić - Ted Ligety - Dominik Paris - Matthias Mayer - Henrik Kristoffersen - Aleksander Aamodt Kilde - Beat Feuz - Marco Odermatt - Alexis Pinturault - Clément Noël |

| Femmes                                            |  | |  | |  | |  | |
| - Avant 1967 - Christl Cranz - Marielle Goitschel |  | - Années 1967 / 1980 - Nancy Greene - Annie Famose - Annemarie Moser-Pröll - Lise-Marie Morerod - Marie-Theres Nadig - Hanni Wenzel |  | - Années 1980 / 1995 - Erika Hess - Michela Figini - Maria Walliser - Vreni Schneider - Anita Wachter - Petra Kronberger - Carole Merle |  | - Années 1995 / 2010 - Pernilla Wiberg - Anja Pärson - Deborah Compagnoni - Michaela Dorfmeister - Renate Götschl - Marlies Schild - Janica Kostelić - Katja Seizinger - Julia Mancuso - Picabo Street |  | - Années 2010 / à présent - Anna Fenninger - Tina Maze - Maria Höfl-Riesch - Lindsey Vonn - Lara Gut - Corinne Suter - Michelle Gisin - Wendy Holdener - Tessa Worley - Mikaela Shiffrin - Petra Vlhová - Sofia Goggia - Federica Brignone |

## Accidents du ski alpin

### Rupture des ligaments du genou
Le genou est l'articulation la plus fréquemment touchée qui représente 1 blessure sur 4. Du fait notamment du blocage de l'articulation de la cheville par des chaussures rigides, toutes les sollicitations mécaniques reçues par les skis, et plus particulièrement les efforts de torsion, sont transmises intégralement aux genoux. De plus, les skis modernes, plus faciles à skier, sont également plus directeurs ; souvent, ils imposent des contraintes aux articulations que les skieurs ne peuvent gérer du fait de leur manque de physique et de technique. D'autre part, les fixations de ski maintiennent souvent trop la chaussure au ski et donc ne se détache pas facilement ce qui peut entrainer la rupture du ligament. De ce fait de nombreuses chutes, voire parfois des chocs ou efforts violents sans chute, entraînent une lésion au genou, touchant les ligaments (entorse, 30 % des accidents de ski) et plus particulièrement le ligament croisé antérieur, LCA, pouvant aller jusqu'à la rupture (12 %).Les déchirures du tendon d’Achille et les commotions cérébrales sont aussi très fréquentes.
La rupture du LCA touche environ 15 000 skieurs par an en France (surtout des femmes) mais ne nécessite plus obligatoirement une opération suivie d'une longue rééducation. Cette dernière est à présent réservée aux sportifs ou pratiquants jeunes et motivés, car la rééducation est longue et l'opération assez lourde. Il est parfaitement possible de vivre avec un LCA rompu, si on pratique une rééducation tout de même, avec un renforcement des quadriceps et ischio-jambiers afin de stabiliser le genou[réf. nécessaire].
La rupture du MCL le ligament collatéral médial fait aussi partie des blessures les plus courantes chez le skieur alpin. 

### Filmographie
- Un film de référence : 50 ans, ou la vie d'un skieur (1972), une histoire filmée du ski, réalisée par Marcel Ichac.